# E. Max Frye
Eric Max Frye, é um roteirista americano do estado do Oregon. Sua mãe é Helen J.Frye, uma juíza federal. Nascido no Oregon e criado em Eugene, estudou no Lewis & Clark College, em Portland durante um ano, antes de se mudar para Paris, e trabalhou como modelo masculino na Áustria. Após retornar aos Estados Unidos, Frye se estabeleceu em Nova Iorque, onde estudou na New York University Film School. Foi indicado ao Emmy em 2002 pelo roteiro da série de tv Band of Brothers.

## Filmografia

### Roteirista
- Second Nature (2003) (TV)
- Ten Minutes Older: The Cello (2002) (segmento "The Enlightenment")
- "Band of Brothers" (episódio Carentan, 2001)
- Where the Money Is (2000) (título original)
- Palmetto (1998)
- Amos & Andrew (1993)[1]
- Arena Brains (1987)
- Something Wild (1986)

### Diretor
- Amos & Andrew (1993)[1]

### Outros
- Dogville (2003) (Consultor de roteiro) (como Max Fry)